# Apl.de.ap

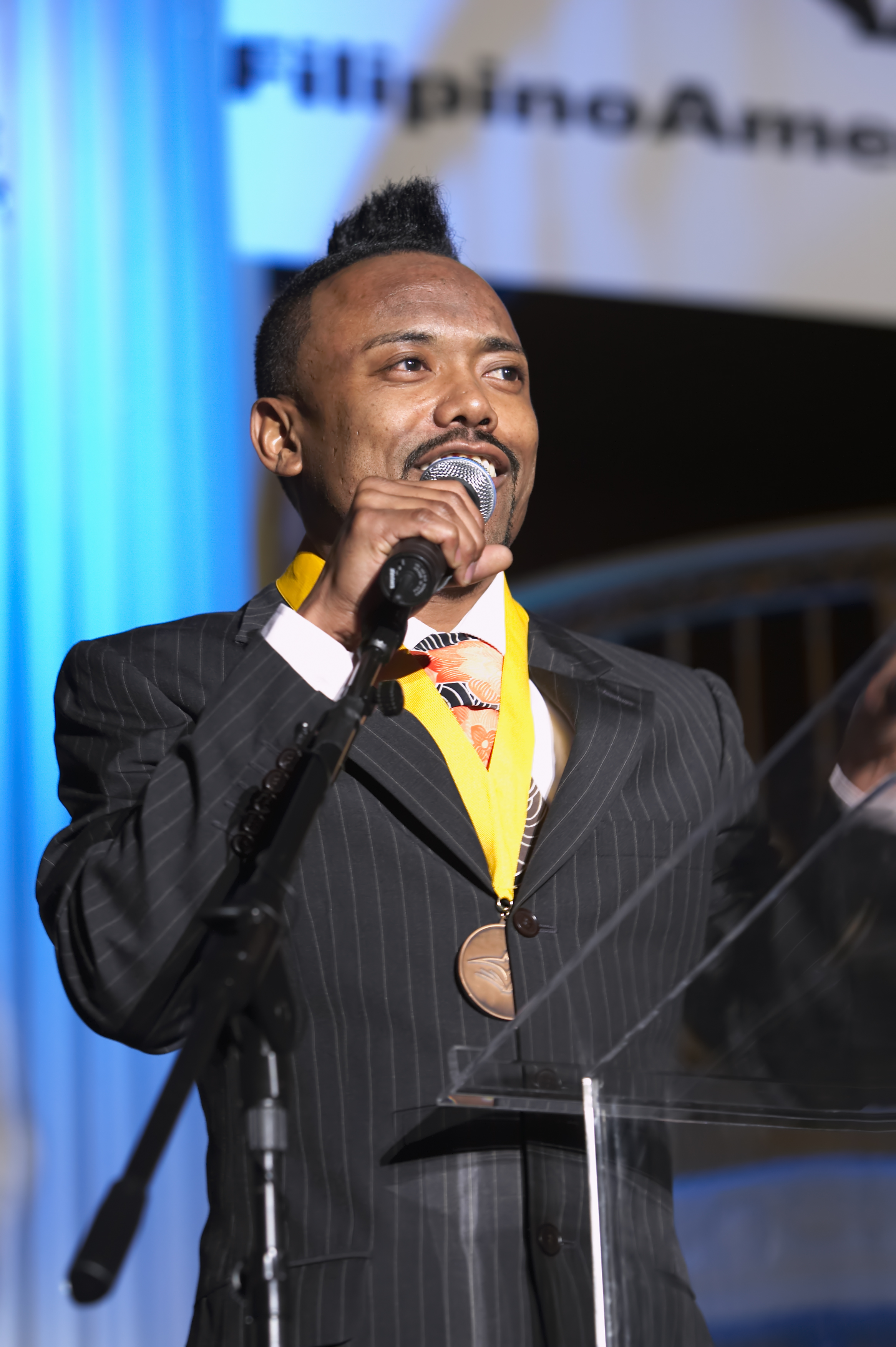
apl.de.ap bei einer Preisverleihung 2006

apl.de.ap (* 28. November 1974 in Angeles City, Philippinen; bürgerlich Allan Pineda Lindo) ist ein US-amerikanischer Musiker. apl.de.ap, dessen Mutter Filipina und dessen Vater Afroamerikaner ist, ist ein Mitglied der erfolgreichen Hip-Hop-Gruppe The Black Eyed Peas.

## Biografie
Allan wuchs in einer armen Gegend in Angeles City auf, bis er mit 14 Jahren von einer US-amerikanischen Familie adoptiert wurde und in die Vereinigten Staaten zog.
Sein Vater war ein US-Flieger, der bei der Clark Air Base stationiert war. Er verließ seine Mutter und seine sechs weiteren Geschwister kurz nach seiner Geburt. Allan wuchs auf dem Land auf zwischen Mais- und Maniok-Feldern.
Die Pearl S. Buck-Stiftung, die sich auf behinderte Kinder in den Entwicklungsländern spezialisiert hat, fokussierte sich auf Allan und fand einen geeigneten Paten namens Joe Ben Hudgens. Zuerst, im Alter von 11 Jahren, flog Allan in die Vereinigten Staaten, um sich gegen seine Krankheit Nystagmus behandeln zu lassen.
Als er zum ersten Mal nach Disneyland fuhr, zeigte er gesteigertes Interesse an den Vereinigten Staaten. Es dauert jedoch drei weitere Jahre bis Hudgens ihn endgültig dorthin holte und ihn schließlich auch adoptierte.
In Los Angeles schließlich besuchte er die John Marshall High School, ebenso wie damals will.i.am. Er freundete sich mit diesem an und gemeinsam gründeten sie eine Breakdance-Crew mit dem Namen Tribal Nation (später: Atban Klann). Seine größten Musen waren Größen wie Stevie Wonder oder The Beatles. Aber schon damals verlor er seine Abstammung nie aus den Augen und war so ein großer Fan von ASIN, einer Filippino-Rockgruppe.
1995 gründeten dann schließlich Taboo, will.i.am und er die Band The Black Eyed Peas, mit denen er bis heute noch seine größten Erfolge feiern darf. Er selbst habe mit allen Mitgliedern ein sehr gutes Verhältnis, vor allem aber mit seinem Kindheitsfreund will.i.am.
Er betont seine Wurzeln in einigen Songs, die vielfach auf Tagalog sind und in denen es fast ausschließlich um die Philippinen und das Leben dort geht. Daher ist er für viele Filipinos auf der ganzen Welt eine Identifikationsfigur, nicht zuletzt dank des Songs Bebot, der auf dem 2005er Album Monkey Business ist. Weitere Lieder mit Tagalog-Einflüssen sind:
Mama Filippina, Mare, You can dream, The Apl Song und Take me to the Philippines.
Er bezeichnet sich selbst als Filipino-Amerikaner.

## Familie
Allan hat ein sehr enges Verhältnis zu seiner Familie. Er suchte seine Mutter Christina Pineda selbständig mit 17 Jahren auf den Philippinen auf. Seine Mutter spielte zudem in seinem Clip Mama Filippina seine echte Mutter. Allan war/ist sehr bestürzt über den Verlust zweier seiner Brüder. Er widmete die Zeilen aus „The Apl Song“ „I guess sometimes life’s stresses get you down/Oh brother, wish I could have helped you out“ seinem Bruder Arne Pineda, welcher Suizid begangen hatte. Weiterhin verlor er im Februar 2009 seinen jüngsten Bruder Joven Pineda Deala im Alter von 22 Jahren. Er wurde von der Philippinischen Mafia in seinem Auto in Pampanga erschossen.

## Krankheit
Allan leidet seit seiner Kindheit an dem Augenzitter-Syndrom, genannt Nystagmus. Es verursacht sowohl extreme Kurzsichtigkeit als auch Farbenblindheit. Der Musiker bezeichnete die Krankheit als Motivation für den Hip-Hop.

## Songs (Auswahl)
- Bebot (ft. The Black Eyed Peas)
- The Apl Song (ft. The Black Eyed Peas)
- Dance (ft. Jeepney Music)
- On The Dancefloor (David Guetta ft. will.i.am and Apl.de.ap)
- Spaceship (Benny Benassi ft. Kelis, Apl.de.ap and Jean-Baptiste)
- We Can Be Anything
- Gettin’ Dumb (will.i.am ft. Apl.de.ap and 2NE1)

## Alben
Mit The Black Eyed Peas
- Behind the Front (1998)
- Bridging the Gap (2000)
- Elephunk (2003)
- Monkey Business (2005)
- The E.N.D (2009)
- The Beginning (2010)

## Preise
- 2008: Special Citation – Myx Music Awards
- 2010: Best Hip-Hop/Rap Performance: Take Me to the Philippines – Filipino-American Vocal Arts Society Online Music Awards